# 유니 항공의 운항 노선
유니 항공은 다음과 같은 노선들을 운항하고 있다.

## 운항 노선

### 아시아
중국
- 난징 - 난징 루커우 국제공항
- 닝보 - 닝보 리서 국제공항
- 다롄 - 다롄 저우수이쯔 국제공항
- 선양 - 선양 타오셴 국제공항
- 선전 - 선전 바오안 국제공항
- 창사 - 창사 황화 국제공항
- 충칭 - 충칭 장베이 국제공항
- 칭다오 - 칭다오 류팅 국제공항
- 쿤밍 - 쿤밍 우자바 국제공항
- 푸저우 - 푸저우 창러 국제공항
- 항저우 - 항저우 샤오산 국제공항
- 황산 - 황산 툰시 국제공항

 필리핀
- 마닐라 - 니노이 아키노 국제공항

 대만
- 타이베이 쑹산 공항 (허브)
- 타이완 타오위안 국제공항
- 가오슝 - 가오슝 국제공항 (허브)
- 타이중 - 타이중 국제공항 (포커스 도시)
- 난간 - 마츠난간 공항
- 마궁 - 마궁 공항
- 마츠 - 마츠바간 공항
- 자이 - 자이 공항
- 진먼 - 진먼 공항
- 타이둥 - 타이둥 공항
- 화롄 - 화롄 공항

 대한민국
- 서울 - 인천국제공항

 베트남
- 호치민 - 떤선녓 국제공항

## 단항 노선
- 대만
  - 헝춘 - 헝춘 공항
  - 핑둥 - 핑둥 공항